# Klinika uniwersytecka
Klinika uniwersytecka (ang. University Hospital, 1995) – amerykański serial obyczajowy wyprodukowany przez Spelling Entertainment.
Premiera serialu miała miejsce w Stanach Zjednoczonych 16 stycznia 1995 roku. Emisja serialu zakończyła się 1 maja 1995 roku po 9 odcinkach. W Polsce serial nadawany był na nieistniejącym kanale RTL 7.

## Fabuła
Serial opowiada o losach czterech uczennicach pielęgniarstwa – Megan (Rebecca Cross), Tracy (Hudson Leick), Jamie (Hillary Danner) i Sam (Alexandra Wilson), pracujących w klinice uniwersyteckiej.

## Obsada
- Rebecca Cross jako Megan Peterson
- Hillary Danner jako Jamie Fuller
- Hudson Leick jako Tracy Stone
- Alexandra Wilson jako Samantha „Sam” McCormick
- Tonya Pinkins jako Mary Jenkins (przełożona pielęgniarek)
- Doug Copithorne - Ben (odc. 1)
- Nancy Sivak - Pielęgniarka Shane (odc. 1)
- Peter Bryant - Policjant (odc. 1)
- Amanda Wyss - Pielęgniarka Drewe (odc. 1)
- Monica Marko - Pani King (odc. 1)
- Todd Susman - Pan Tuttle (odc. 1)
- Spencer Garrett - Tommy (odc. 1)
- Gaetana Korbin - Kelnerka (odc. 1)
- Tom Shorthouse - Starszy pan (odc. 1)
- Liza Huget - Pielęgniarka Astor (odc. 1)
- Paul Satterfield - Dr. Jack Gavin (odc. 1)
- Sallie Baker-Graham - Pani Daniels (odc. 1)
- Sean Allan - Peter Jones (odc. 1)
- Ken Tremblett - Tony (odc. 1)
- Kristin Minter - Debra Vaughn (odc. 1 - 2)
- Michael Palance - Mark (odc. 1, 5)
- Vicki Dahl - Dr. Patricia Morrisey (odc. 2)
- Kathleen DeVanney - Pani Nealy (odc. 2)
- Andre Nemec - Tim Walker (odc. 2)
- Hidalgo Rubin - Andy Presker (odc. 2)
- Patrick Fabian - Kurt Palmer (odc. 2)
- Richard McGonagle - Dr. Ross (odc. 2)
- Brian McGugan - Stringer (odc. 2)
- Bob Werner - Dweeby Guy (odc. 2)
- Tony Lung - Pracownik laboratorium (odc. 3)
- Gene Weygant - Dr. Miller (odc. 3)
- Michael Roberds - Luke (odc. 3)
- Sue Astley - Anne Phelps (odc. 3)
- Dee Jay Jackson - Rocky (odc. 3)
- Robert Mailhouse - Chris Davidson (odc. 3)
- Topaz Hasfal-Schou - Claire (odc. 3)
- Eric Menyuk - Max Whistler (odc. 3)
- Deryl Hayes - Marshall Cord (odc. 3)
- Paul Bittante - Umundurowany Oficer (odc. 3)
- Leroy Schulz - Choke Victim (odc. 3)
- Doug Wert - Dr. Rob Daniels (odc. 3 - 8)
- Jan Lucas - Dr. Lynn Palmer (odc. 4)
- Sandy Freeman - Pani Bowers (odc. 4)
- Dominique Rooney - Zaręczona kobieta (odc. 4)
- Rod Loomis - Pan Bowers (odc. 4)
- John Pyper-Ferguson - Cal Chaney (odc. 4)
- John Bradley - Dr. Dean Campbell (odc. 4)
- Jessica Schreier - Dr. Paula Hunter (odc. 4)
- Gregory Alan-William - Porucznik Foster (odc. 4)
- Ray Anthony Gordon - Sanitariusz (odc. 4)
- Candus Churchill - Pielęgniarka (odc. 4), Maggie (odc. 9)
- June Pentyliuk - Pielęgniarka Phillips (odc. 5)
- Neil Denis - Danny (odc. 5)
- Edward Belanger - Posłaniec (odc. 5)
- Judith Maxie - Sędzina (odc. 5)
- John Novak - Pan Green (odc. 5)
- Samaya Jardey - Kasjer (odc. 5)
- Scott Jaeck - Henry Adams (odc. 5)
- Lela Ivey - Lisa Adams (odc. 5)
- Veena Sood - Dr. Sherwood (odc. 5)
- Randy Schooley - Pan Heneckee (odc. 5)
- Colleen Rennison - Katie Adams (odc. 5)
- Peter Barton - Peter Piper (odc. 5)
- Alexander Boynton - Bailiff (odc. 5)
- Mary Gordon Murray - Ellen Merrick (odc. 6)
- Steven Anderson - Dr. Phil Archer (odc. 6)
- Rodney Turner - Pan Torrance (odc. 6)
- Venus Terzo - Connie Lopez (odc. 6)
- Donna Yamamoto - Jill Parker (odc. 6)
- Ikkee Battle - Ochroniarz (odc. 6)
- John B. Scott - Pan Lawrence (odc. 6)
- Paul Stafford - Scott Fisher (odc. 6)
- Jose Vargas - Anthony Lopez (odc. 6)
- Andrew Prine - Pan Pryor (odc. 6)
- Forbes Angus - Dr. Raphelson (odc. 6)
- Claire Yarlett - Mac (odc. 6)
- RuDee Sade-Alene Lipscomb - Anita Jenkins (odc. 6, 8)
- Taunya Dee - Gwen (odc. 7)
- Kelly Demartino - Carol Martin (odc. 7)
- Bernard Cuffling - Pan Lloyd (odc. 7)
- Peter Krause - Roger Kent (odc. 7)
- Dale Wilson - Charles Martin III (odc. 7)
- Stuart Pankin - Arnie Nicholson (odc. 7)
- Dee Dee Rescher - Dorette Nicholson (odc. 7)
- Jason Anthony Griffith - Jermone (odc. 7), Sanitariusz (odc. 9)
- Lois Nettleton - Sarah McCormick (odc. 8)
- Louis Giambalvo - Hank McCormick (odc. 8)
- Edward Quinlan - Mickey (odc. 8)
- Patti Allan - Pani Harrison (odc. 8)
- Howard Storey - Pan Harrison (odc. 8)
- Rodney Eastman - Ryan Harrison (odc. 8)
- Sheelah Megill - Dr Leeman (odc. 8)
- Steven Williams - John Jenkins (odc. 8)
- Suzi Olafson - Sanitariuszka (odc. 8)
- Andy Milder - Howard Stenecki (odc. 9)
- David Starzyk - Patrick (odc. 9)
- Lance Gibson - Rocky (odc. 9)
- Michael Shanks - Jake (odc. 9)
- Kim Zimmer - Dr Karen Hale (odc. 9)
- Paula Kelly - Dr Leslie Bauer (odc. 9)
- Derek Peakman - Pan Wagner (odc. 9)
- Marion Eisman - Pani Wagner (odc. 9)
- Michael St. John Smith - Joe Tutera (odc. 9)
- Linden Banks - Process Server (odc. 9)
- Brent Chapman - Turtle (odc. 9)
- Rebecca Balding - Nancy Reynolds (odc. 9)

## Spis odcinków
| N/o            | Tytuł angielski         |
| -------------- | ----------------------- |
|                |                         |
| SERIA PIERWSZA |                         |
|                |                         |
| 01             | Secrets Great and Small |
|                |                         |
| 02             | Endings and Beginnings  |
|                |                         |
| 03             | Life and Death          |
|                |                         |
| 04             | The Right Thing         |
|                |                         |
| 05             | You Can Run...          |
|                |                         |
| 06             | Crisis in Unit 2E       |
|                |                         |
| 07             | Dark Side of the Moon   |
|                |                         |
| 08             | Til Death Do Us Part    |
|                |                         |
| 09             | Shadow of a Doubt       |
|                |                         |